# 高座寺
高座寺是南京市雨花台区的佛寺，始建于西晋永嘉年间。

## 历史
西晋永嘉年间建甘露寺，因西晋时在此修建的甘露井而得名。帛尸黎密多罗在甘露寺讲经说法，被称为“高座道人”，甘露寺因此俗称高座寺。梁代初年，宝志禅师在甘露寺住持，相传云光法师在高台讲经时，落花如雨，称高台为雨花台。宋代改称永宁寺。明代一分为二，东边为永宁寺，西边为高座寺。
洪武初年，高座寺被废除，建筑多毁于大火。弘历年间复建了多座建筑，清末衰落。1949年后，先后作为招待所和雨花石苑。2002年、2009年，南京市人民政府对高座寺进行两次修缮，于2011年重新开放高座寺。
乾隆在甘露井旁竖立“乾隆御碑”，1977年在甘露井上建甘露亭，皆保存完好。